# Su Shi

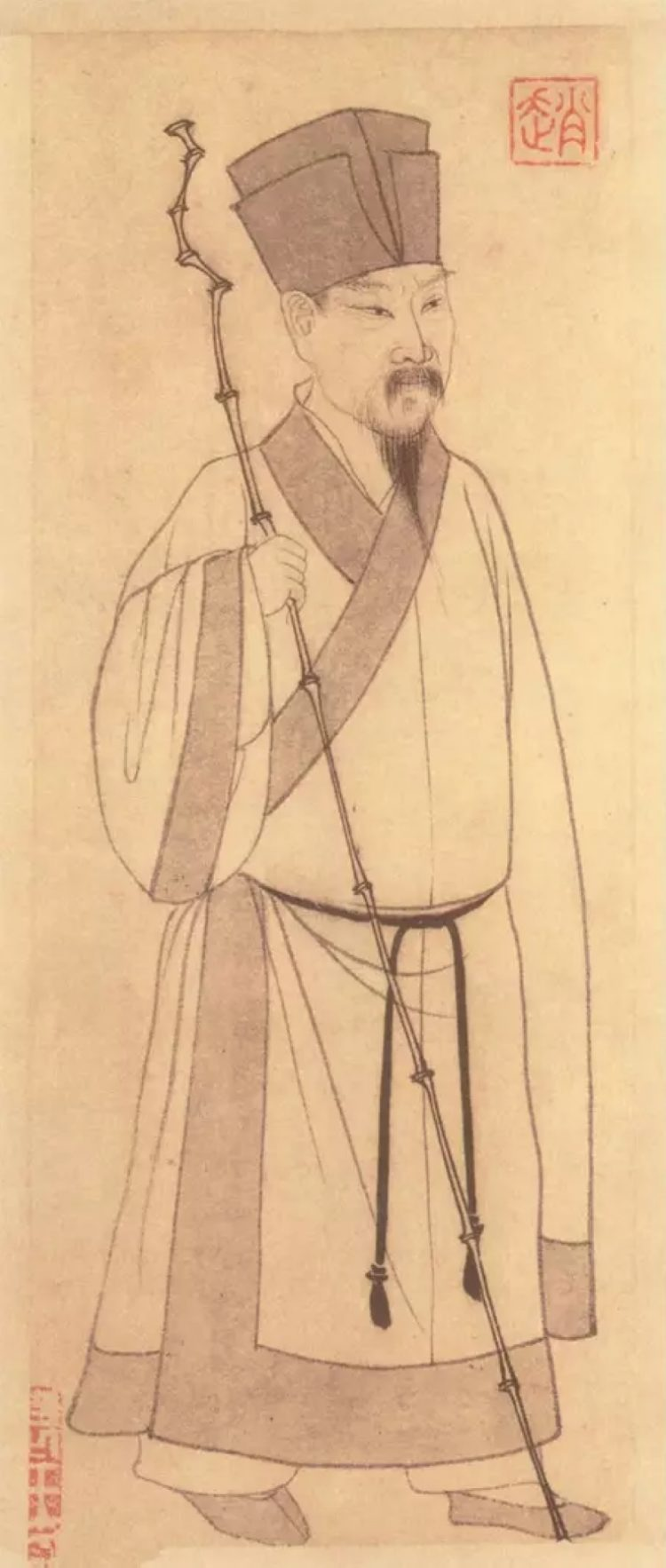
Porträt des Su Shi

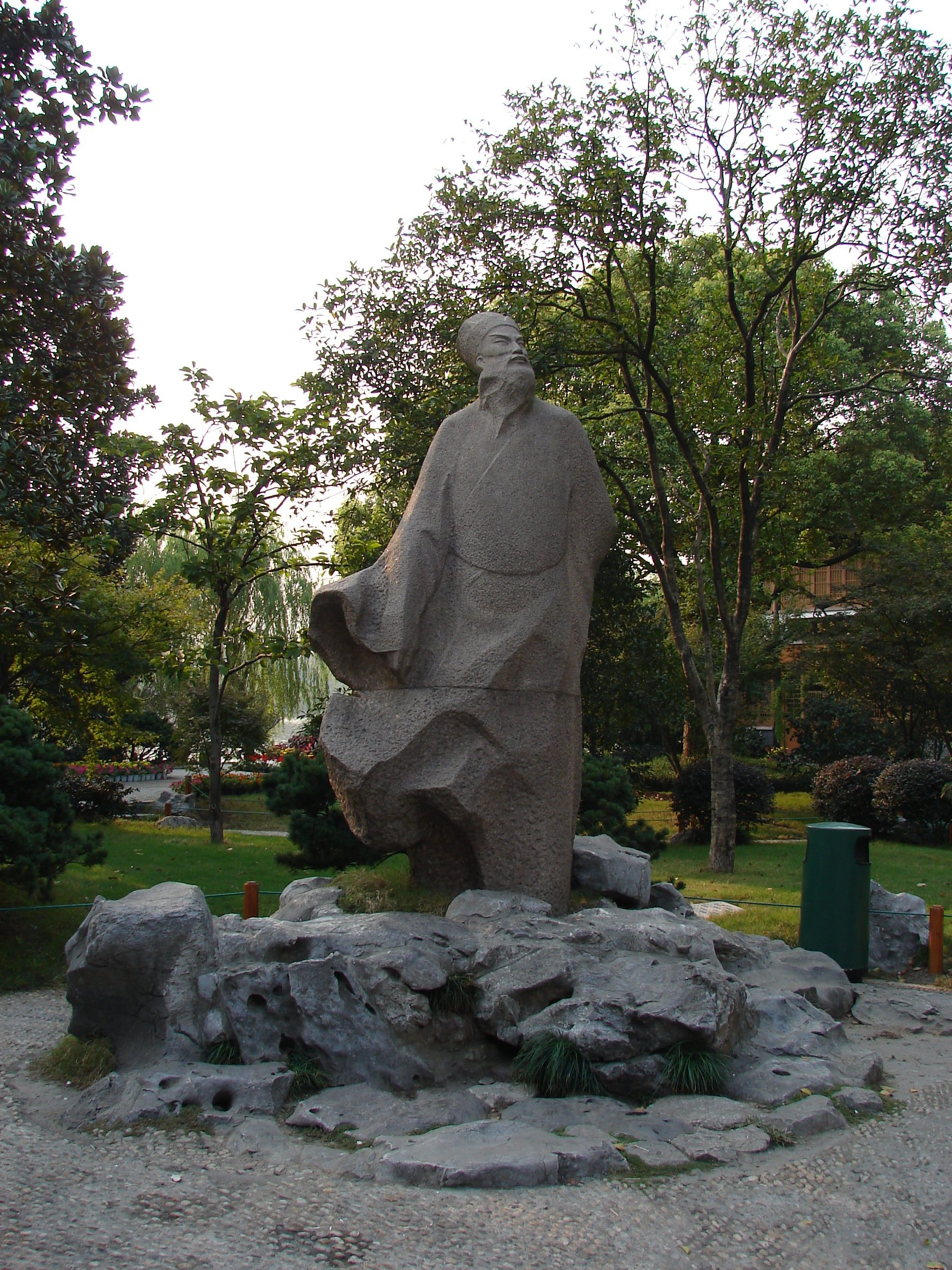
Statue des Su Shi nahe dem Westsee bei Hangzhou

Su Shi (chinesisch 蘇軾 / 苏轼, Pinyin Sū Shì, * 8. Januar 1037; † 24. August 1101) war ein Dichter, Maler, Kalligraf und Politiker der chinesischen Song-Dynastie. Er ist bekannter unter seinem Pseudonym bzw. Ehrennamen Su Dongpo (蘇東坡 / 苏东坡,  Sū Dōngpō – „Su vom Osthang“), den er sich gab, als er während seiner Verbannung nach Hubei auf einem Anwesen in Dongpo („Osthang“) lebte. Eine Namensvariante ist Dongpo Jushi (東坡居士 / 东坡居士,  Dōngpō Jūshì – „Eremit vom Osthang“).

## Leben
Su Shi wurde in Meishan, in der heutigen Provinz Sichuan als Sohn des Literaten Su Xun (蘇洵 / 苏洵,  Sū Xún) geboren. Sein Bruder Su Zhe (蘇轍 / 苏辙,  Sū Zhé) wurde später ebenfalls ein berühmter Gelehrter.
Im Jahr 1057 bestand Su Shi gemeinsam mit seinem Bruder die Chinesische Beamtenprüfung als Jinshi, eine Voraussetzung für ein hohes Regierungsamt. 1060 trat er in den Staatsdienst ein und übte zwanzig Jahre lang unterschiedliche Beamtenposten in ganz China aus, vornehmlich in Hangzhou, Provinz Zhejiang. An diese Zeit erinnert heute noch der nach ihm benannte Su-Damm, der quer über den Westsee führt.
1069 wurde Su Shi Sekretär im Ministerium für das Beamtenwesen und erklärter Gegner der Reformpolitik Wang Anshis, was zu seiner Strafversetzung nach Huangzhou, Provinz Hubei führte. Er lebte dort in einem kleinen Landgut ohne Bezüge in tiefer Armut. Sehr oft setzte er über einen See, der heute ausgetrocknet ist über zum "Roten Abhang" Dōngpō, nach dem er den Beinamen erhielt. In dieser Zeit hatte er Kontakt mit einem Zenpriester und befasste sich mit Meditation und dem Buddhismus. 1079 wurde gegen Su Shi ein Verfahren wegen beleidigender Äußerungen über die Regierung angestrengt und er wurde kurze Zeit sogar ins Gefängnis gesteckt. Erst 1086, als Wang Anshi gestorben war, wurde er an den Kaiserhof in Kaifeng zurückgerufen und nahm wieder hohe Staatsämter ein.
1094, als die Reformpartei wieder an die Macht kam, wurde Su Shi erneut der Prozess gemacht, weil er sich angeblich abschätzig über den Kaiser geäußert hatte. Dieses Mal wurde er zunächst in die heutige Provinz Guangdong verbannt und dann auf die subtropische Insel Hainan, die damals noch außerhalb des chinesischen kulturellen Einflussgebietes lag. 1101 ließ die Kaiserinmutter Su Shi rehabilitieren, aber er starb nach seiner Begnadigung im selben Jahr in dem Ort Changzhou, in der heutigen Provinz Jiangsu.
Auch nach seinem Tod wurde Su Shi abwechselnd geächtet und geachtet. Seine Werke blieben jahrzehntelang verboten und sein Name wurde als der Name eines der 120 Verräter auf eine Stele eingemeißelt. Später wurde Su Shi sogar mit einem Platz im Konfuziustempel geehrt, aus dem die Tafel mit seinem Namen jedoch sechs Jahrhunderte später wieder entfernt wurde.

## Historischer Hintergrund
Die Ursache für Sus unruhige und wechselhafte Biographie dürfte in den Wirren des ausgehenden 11. Jahrhunderts zu sehen sein. Es bildeten sich damals politische Parteien, vergleichbar mit den Gruppierungen innerhalb der heutigen Einparteiensysteme, die gegeneinander um die Durchsetzung ihrer jeweiligen Zielvorstellungen kämpften. Ein Machtwechsel zog so gut wie immer politische Säuberungsaktionen nach sich. Dies war auch der Grund, weshalb Su Shi, der immer wieder Kritik an der Regierungspolitik geübt hatte, zur Strafe versetzt, verbannt und inhaftiert wurde. Diese Strafen waren äußerst moderat im Vergleich zu denen vorhergehender Dynastien.
Anlass des Jahrzehnte dauernden Parteienstreits waren in erster Linie die Reformen des Kanzlers Wang Anshi. Für diese Angriffe entschuldigte sich Su Shi später persönlich bei Wang Anshi:
„Als die neue Politik zuerst verkündet wurde, waren wir sicher zu voreingenommen. In unserem Enthusiasmus für Gegenargumente schadeten wir dem Land sehr. Wir sprachen impulsiv und trafen selten die Wahrheit.“
Von der ehemaligen Gegnerschaft blieb kein Groll zurück. Als sich Wang Anshi aus der aktiven Politik zurückgezogen hatte, trafen sich die beiden Dichter sogar, um über Literatur zu diskutieren.
Nach Su Dongpo benannt ist das Schweinefleischgericht „Dongporou“ (東坡肉 / 东坡肉,  Dōngpōròu – „Fleisch nach Dongpo-Art“). Der Dichter soll es erfunden haben, indem die Arbeit an einem Gedicht ihn einen Topf mit auf dem Herd schmorendem Schweinefleisch vergessen ließ. Nach mehreren Stunden hat es delikate Zartheit erlangt. Dongporou wird heute aus fettem Schweinebauch zubereitet, der mit Sojasoße, Reiswein, Zucker und Gewürzen stundenlang gekocht und anschließend meist noch gedämpft wird, bis das Fett und die Schwarte eine cremige Konsistenz annehmen.

## Werke

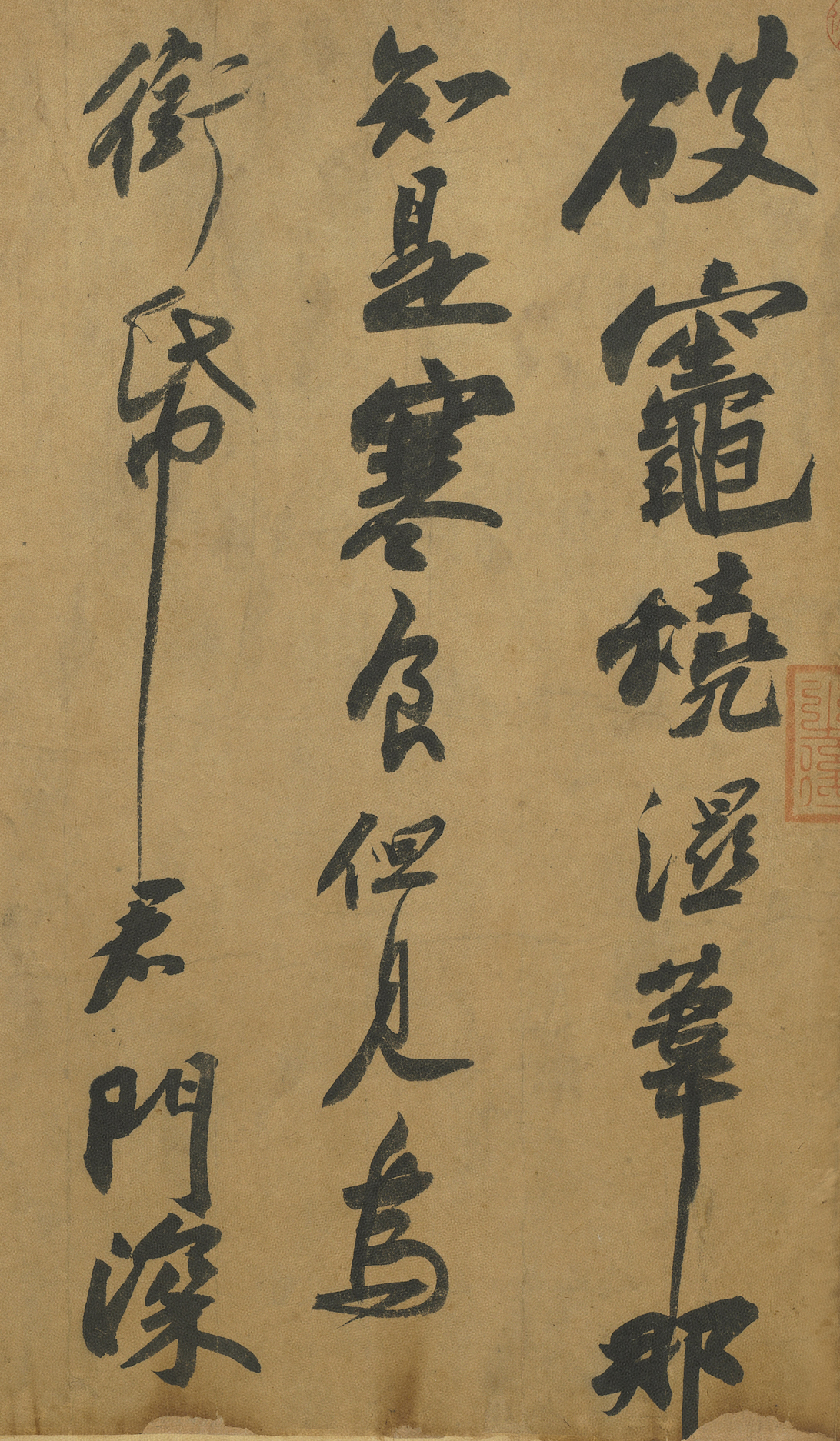
Kalligraphie: Detail aus 寒食帖

Su Dongpo zeichnete sich vor allem durch seine Gedichte und Prosa aus. Er schrieb etwa 2.700 Gedichte. Seine berühmtesten Gedichte sind:
- Chibifu (赤壁賦 / 赤壁赋,  Chìbìfù – „Die roten Klippen“)
- Shuidiao getou (水調歌頭 / 水调歌头,  Shuǐdiào gētóu – „Erinnerung an Su Che am Mondfest“)

Darüber hinaus war Su Dongpo ein wichtiger Vertreter der während der Song-Dynastie entstandenen chinesischen Tuschmalerei.
In der Chinesischen Kalligraphie wurde er zu den "Vier Meistern der Song-Zeit" (宋四家,  Sòng sì jiā) gerechnet, zu denen auch Huang Tingjian gehörte.